# Mickey's Twice Upon a Christmas
Mickey's Twice Upon a Christmas (bra: Aconteceu de Novo no Natal do Mickey; prt: Festeja o Natal com o Mickey) é um filme estadunidense de animação de 2004 da Estúdios Disney produzido em 3D para celebrar o Natal. É uma continuação do filme Mickey's Once Upon a Christmas.